# Episodi di Strike (terza stagione)
La terza stagione della serie televisiva Strike, composta da 2 episodi, è stata trasmessa a partire dal 25 febbraio 2018 su BBC One.
In Italia, la stagione è stata trasmessa da Premium Crime il 1 gennaio 2021.
| nº | Titolo originale        | Titolo italiano           | Prima TV GB      | Prima TV Italia |
| -- | ----------------------- | ------------------------- | ---------------- | --------------- |
| 1  | Career of Evil (Part 1) | La via del male (Parte 1) | 25 febbraio 2018 | 1 gennaio 2021  |
| 2  | Career of Evil (Part 2) | La via del male (Parte 2) | 4 marzo 2018     | 1 gennaio 2021  |

## La via del male (Parte 1)
- Titolo originale: Career of Evil (Part 1)
- Diretto da:
- Scritto da:

## La via del male (Parte 2)
- Titolo originale: Career of Evil (Part 2)
- Diretto da:
- Scritto da: